# 卡蘿·丹佛斯
卡蘿·丹佛斯（英語：Carol Danvers），是漫威漫畫中的虛構超級英雄角色，由作家羅伊·湯瑪斯和藝術家吉恩·科蘭所創作。卡蘿·丹佛斯首次於《漫威超級英雄》#13中登場。
卡蘿·丹佛斯被譽為漫威宇宙戰力最強、影響力最大的女英雄，女性主義標誌，是全漫威宇宙最強大的復仇者英雄之一。Comics Buyer's Guide中100位最性感女性中排名第29名。IGN將卡蘿·丹佛斯列為復仇者首五十強排名第11名。

## 人物
卡蘿·蘇珊·珍·丹佛斯（Carol Susan Jane Danvers）是一名前美國空軍情報局探員，後來升職為美國國家航空暨太空總署的安全負責人。丹佛斯暗戀克里人英雄「驚奇隊長」邁-威爾。在驚奇隊長的故鄉克里帝國被克里人的宇宙能量束擊中後，獲得超乎常人和驚人的力量，飛行的能力以及其他不可思議的能力，並化身成驚奇女士，在邁威爾死後成為驚奇隊長。

## 其他媒體

### 電影
- 《復仇者聯盟機密任務：黑寡婦與制裁者（英语：Avengers Confidential: Black Widow & Punisher）》[5]
- 漫威電影宇宙：由布麗·拉森飾演「驚奇隊長」卡蘿·丹佛斯（英语：Carol Danvers (Marvel Cinematic Universe)）。
  - 《驚奇隊長》[6][7][8][9][10][11][12][13][14][15]（2019年）
  - 《復仇者聯盟：終局之戰》[16]（2019年）
  - 《尚氣與十環傳奇》（2021年）：片尾客串
  - 《驚奇隊長2》（2023年）

### 電視
- 《X戰警》：由羅斯科·伍德福德配音。
- 《Q版大英雄》：由格蕾·德莱勒配音[17]。
- 《復仇者聯盟：史上最強英雄戰隊》：由珍妮弗·海爾配音[18]。
- 《復仇者聯盟：正義出擊（英语：Avengers Assemble (TV series)）》：由格蕾·德莱勒配音。
- 《漫威未來 - 復仇者聯盟（日语：マーベル フューチャー・アベンジャーズ）》：由平田 繪里子（日语：平田絵里子）配音。
- 《漫威超級英雄大冒險之冰霜大作戰》：由格蕾·德莱勒配音[19]。
- 《星際異攻隊（英语：Guardians of the Galaxy (TV series)）》：由格蕾·德莱勒配音[20]。
- 漫威電影宇宙
  - 《無限可能：假如…？》第一季（2021年）[21]：動畫劇集，由亞歷山德拉·丹尼爾斯（英语：Alexandra Daniels）聲演。
  - 《驚奇少女》（2022年）：由布麗·拉森回歸飾演「驚奇隊長」卡蘿·丹佛斯，於第6集片尾客串。
  - 《喪屍英雄》（2024年）：動畫劇集

### 小說
2015年的紐約動漫展宣布將推出《驚奇隊長》的散文小說，並由香農·海爾和迪恩·海爾撰寫。

### 戲劇
卡蘿·丹佛斯以驚奇隊長身份於《漫威宇宙超級英雄真人秀》演出。

### 遊戲
- 《X戰警英雄傳說II：天啟崛起（英语：X-Men Legends II: Rise of Apocalypse）》
- 《Marvel：終極聯盟（英语：Marvel: Ultimate Alliance）》，由艾波・史都華（英语：April Stewart）配音。
- 《Marvel：終極聯盟2（英语：Marvel: Ultimate Alliance 2）》，由艾波・史都華配音[24]。
- 《Q版超級英雄大戰（英语：Marvel Super Hero Squad (video game)）》，由格蕾·德莱勒配音。
- 《漫威超級英雄戰隊Online（英语：Marvel Super Hero Squad Online）》，由格蕾·德莱勒配音。
- 《Marvel：復仇者聯盟（英语：Marvel: Avengers Alliance）》
- 《乐高漫威超级英雄》，由丹妮拉·妮可萊特（英语：Danielle Nicolet）配音[25][26]。
- 《漫威英雄 Online》，由丹妮拉·妮可萊特配音[27][28]。
- 《Marvel：復仇者聯盟戰略》
- 《Marvel：英雄大亂鬥（英语：Marvel: Contest of Champions）》
- 《漫威：未來之戰》：手機遊戲，驚奇隊長是玩家可使用角色之一[29]。
- 《漫威超級戰爭》
- 《樂高：復仇者聯盟（英语：Lego Marvel's Avengers）》[30]
- 《Marvel vs. Capcom: Infinite（英语：Marvel vs. Capcom: Infinite）》，由格蕾·德莱勒配音[31]。
- 《漫威迷城（英语：Marvel Puzzle Quest）》[32]
- 《樂高：驚奇超級英雄2（英语：Lego Marvel Super Heroes 2）》
- 《Marvel Powers United VR》[33]
- 《漫威：未來革命》
- 《漫威午夜之子》

### 遊樂設施
- 《復仇者聯盟：量子邂逅》（Avengers: Quantum Encounter）：迪士尼郵輪用餐體驗，由布麗·拉森飾演「驚奇隊長」卡蘿·丹佛斯。

## 外部連結
- Carol Danvers （页面存档备份，存于） 漫畫書數據庫
- Carol Danvers （页面存档备份，存于） 超級英雄數據庫
- Binary （页面存档备份，存于） 超級英雄數據庫
- Warbird （页面存档备份，存于） 超級英雄數據庫
- Marvel Comics Database: Carol Danvers（页面存档备份，存于）